# Sabonnères
Sabonnères (okzitanisch: Sabonèras) ist eine französische Gemeinde mit 333 Einwohnern (Stand: 1. Januar 2022) im Département Haute-Garonne in der Region Okzitanien. Sie gehört zum Arrondissement Muret und zum Kanton Plaisance-du-Touch. Die Einwohner werden Sabonnériens genannt.

## Geografie
Sabonnères liegt in der historischen Provinz Savès an der Grenze zum Département Gers und auf der Wasserscheide zwischen den Flüssen Save und Garonne, etwa 36 Kilometer westsüdwestlich von Toulouse und etwa 27 Kilometer westlich von Muret. Sabonnères wird umgeben von den Nachbargemeinden Bragayrac im Norden, Sainte-Foy-de-Peyrolières im Nordosten, Beaufort im Osten und Südosten, Montgras im Süden, Pébées im Westen und Südwesten sowie Savignac-Mona im Westen und Nordwesten.

## Bevölkerungsentwicklung
| Jahr                       | 1962 | 1968 | 1975 | 1982 | 1990 | 1999 | 2006 | 2013 | 2020 |
| Einwohner                  | 223  | 181  | 200  | 192  | 178  | 218  | 279  | 302  | 327  |
| Quellen: Cassini und INSEE |      |      |      |      |      |      |      |      |      |

## Sehenswürdigkeiten

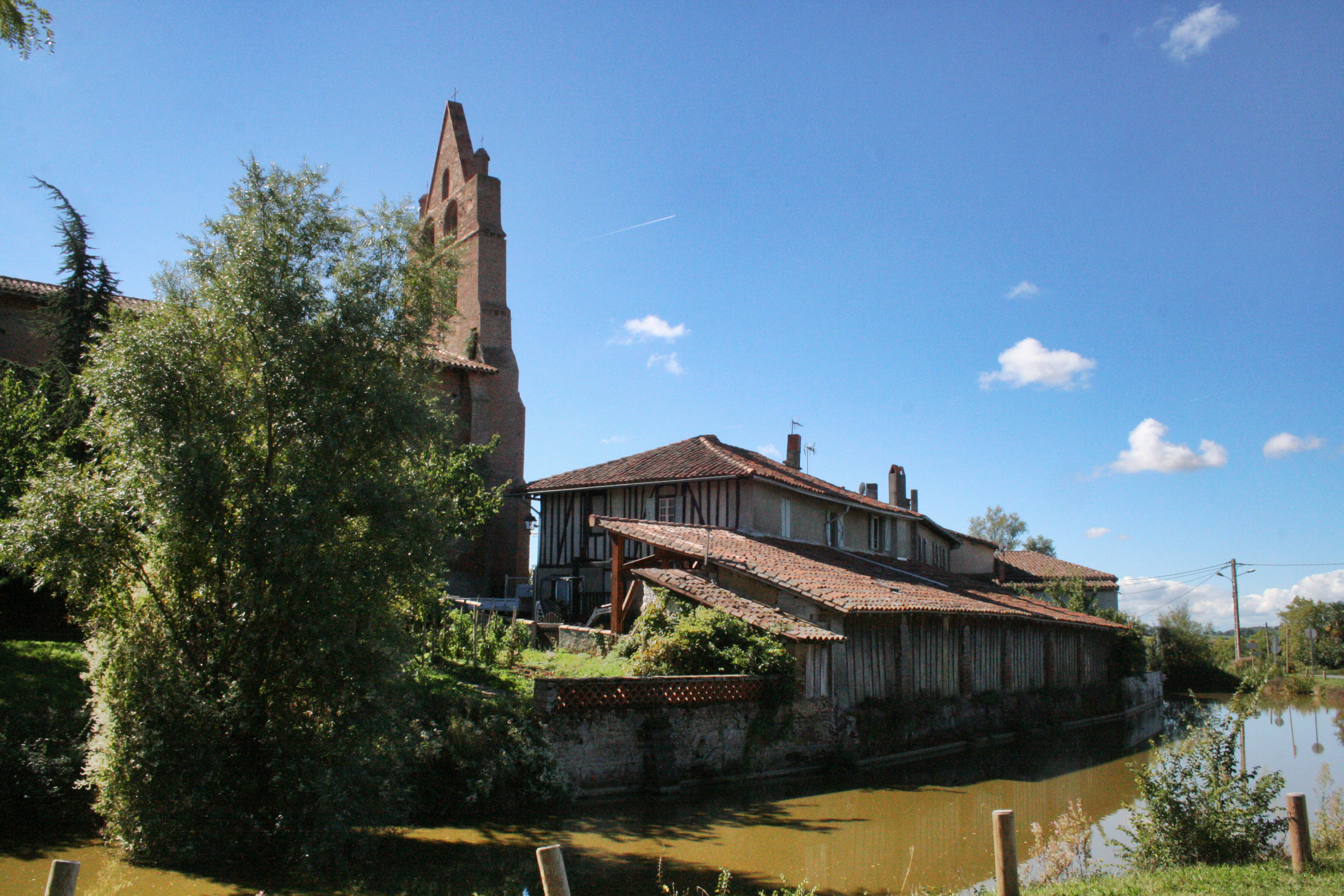
Kirche Saint-Germain
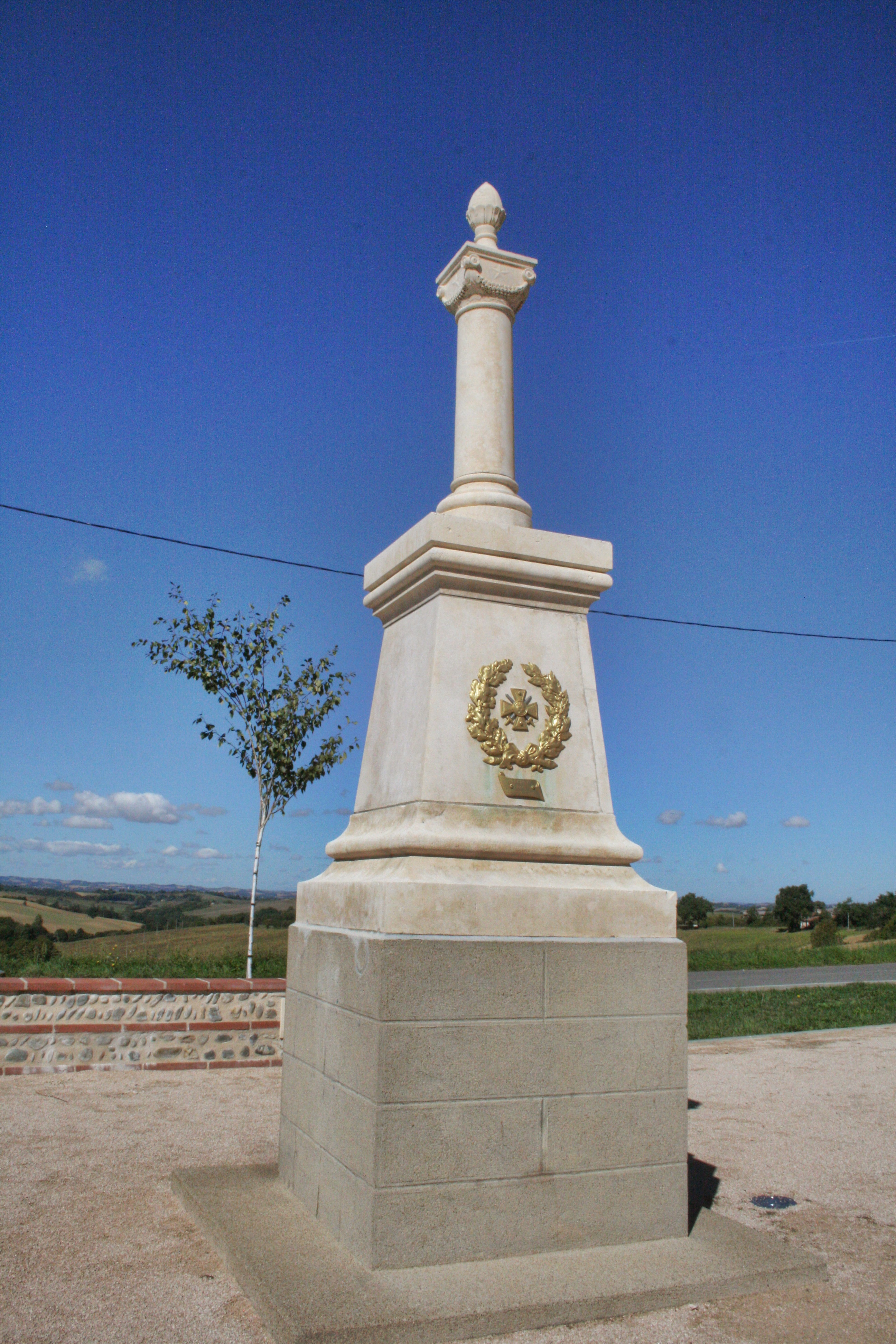
Schloss Saiguède

- Kirche Saint-Germain
- Gefallenendenkmal